# Halasinahalli, Krishnarajpet
Halasinahalli là một làng thuộc tehsil Krishnarajpet, huyện Mandya, bang Karnataka, Ấn Độ.